# Oregon (Band)
Oregon ist ein 1971 in den USA gegründetes Quartett, das in einer kammermusikalischen Haltung Jazz, Weltmusik und auch Neue Improvisationsmusik spielt.

## Geschichte
Die Anfänge der Gruppe Oregon gehen bis in die zweite Hälfte der 1960er Jahre zurück. Ralph Towner und Glen Moore, die sich vom Studium an der University of Oregon her kannten, traten 1968 für fünf Monate in Portland auf. 1969 – der (falschen) Legende nach trafen sie sich zuerst auf dem legendären Woodstock-Festival – kam Collin Walcott dazu. 1970 kam Paul McCandless, mit dem Walcott und Towner bis 1972 gemeinsam im Paul Winter Consort spielten, zu ersten Aufnahmen (die zunächst nicht veröffentlicht wurden) hinzu. Damit war die Stammbesetzung des Quartetts gefunden, das seit Juli 1971 auf Vorschlag von McCandless unter dem Namen Oregon auftrat.
Bis 1980 war das Quartett viel auf Tour (zunächst hauptsächlich in Clubs) und spielte auch in Europa. In der Zeit entwickelte sich das Spiel der Gruppe nicht einheitlich, sondern bediente eine ganze Bandbreite von Jazz-Stilen.
1980 machte die Gruppe eine schöpferische Pause, um schon ein Jahr später wieder mit neuem Sound auf der Bühne zu stehen. Mit seinen elektronischen Elementen war dieser Sound in den 1980ern zeitgemäß. Der veränderte Gruppenklang geht vor allem auf Ralph Towner zurück und seine neu entdeckte Leidenschaft für das Keyboard, teilweise aber auch auf die Ästhetik des ECM-Produzenten Manfred Eicher.
1984 starb Collin Walcott bei einem Autounfall. Nachdem sich die Gruppe entschlossen hatte, weiterzumachen, saß 1985 und in den nächsten Jahren Trilok Gurtu am Schlagzeug. Das Studio-Album Beyond Words 1995 spielten die drei Musiker (Towner, Moore und McCandless) dann alleine ein. Ein Jahr später kam als vierter Musiker Mark Walker, zunächst nur für einige Stücke, hinzu. Im Frühjahr 2015 trennte Moore sich von Oregon, um mehr Zeit für seine eigene Musik und seine Familie zu haben.

## Diskografie

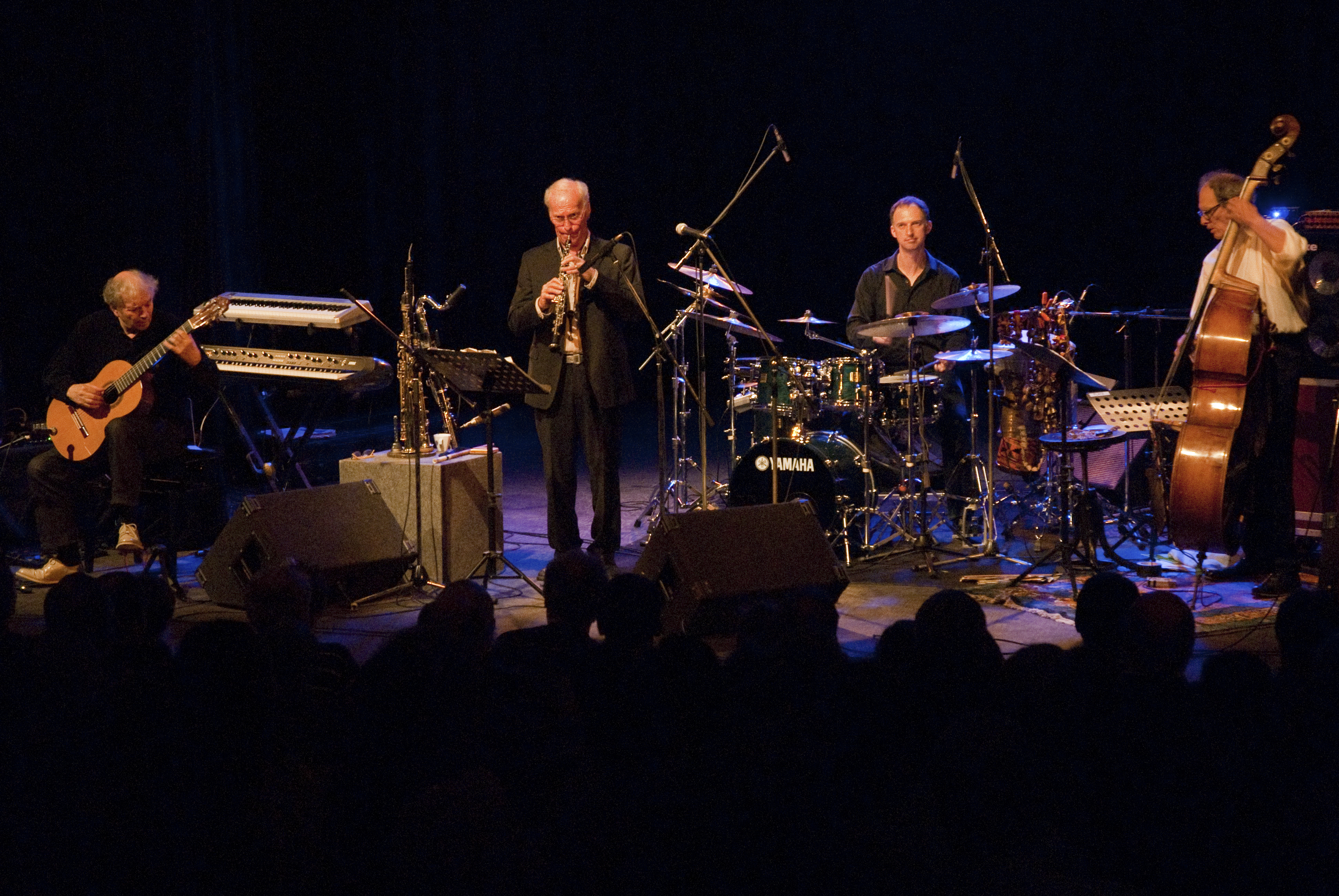
Oregon (2014 in Prag)

- 1972: Music of Another Present Era
- 1973: Distant Hills
- 1974: Winter Light
- 1975: In Concert
- 1976: Together (mit Elvin Jones)
- 1977: Friends
- 1978: Violin (mit Zbigniew Seifert)
- 1978: Out of the Woods
- 1979: Moon and Mind
- 1979: Roots in the Sky
- 1980: In Performance
- 1980: Our First Record (rec. 1970, ed. 1980)
- 1983: Oregon
- 1985: Crossing
- 1987: Ecotopia
- 1989: 45th Parallel
- 1992: Always, Never and Forever
- 1995: Beyond Words
- 1995: Troika
- 1997: Northwest Passage
- 1998: Music for a Midsummer Night’s Dream
- 2000: In Moscow (with the Moscow Tchaikovsky Symphony Orchestra)
- 2002: Live at Yoshi’s
- 2005: Prime
- 2007: 1000 Kilometers
- 2007: Vanguard Visionaries (Kompilation)
- 2010: In Stride
- 2012: Family Tree
- 2016: Live in New Orleans (rec. 1978, ed. 2016)
- 2017: Lantern
- 2021: 1974 (rec. 1974 in Bremen)